# Etnomusicologia

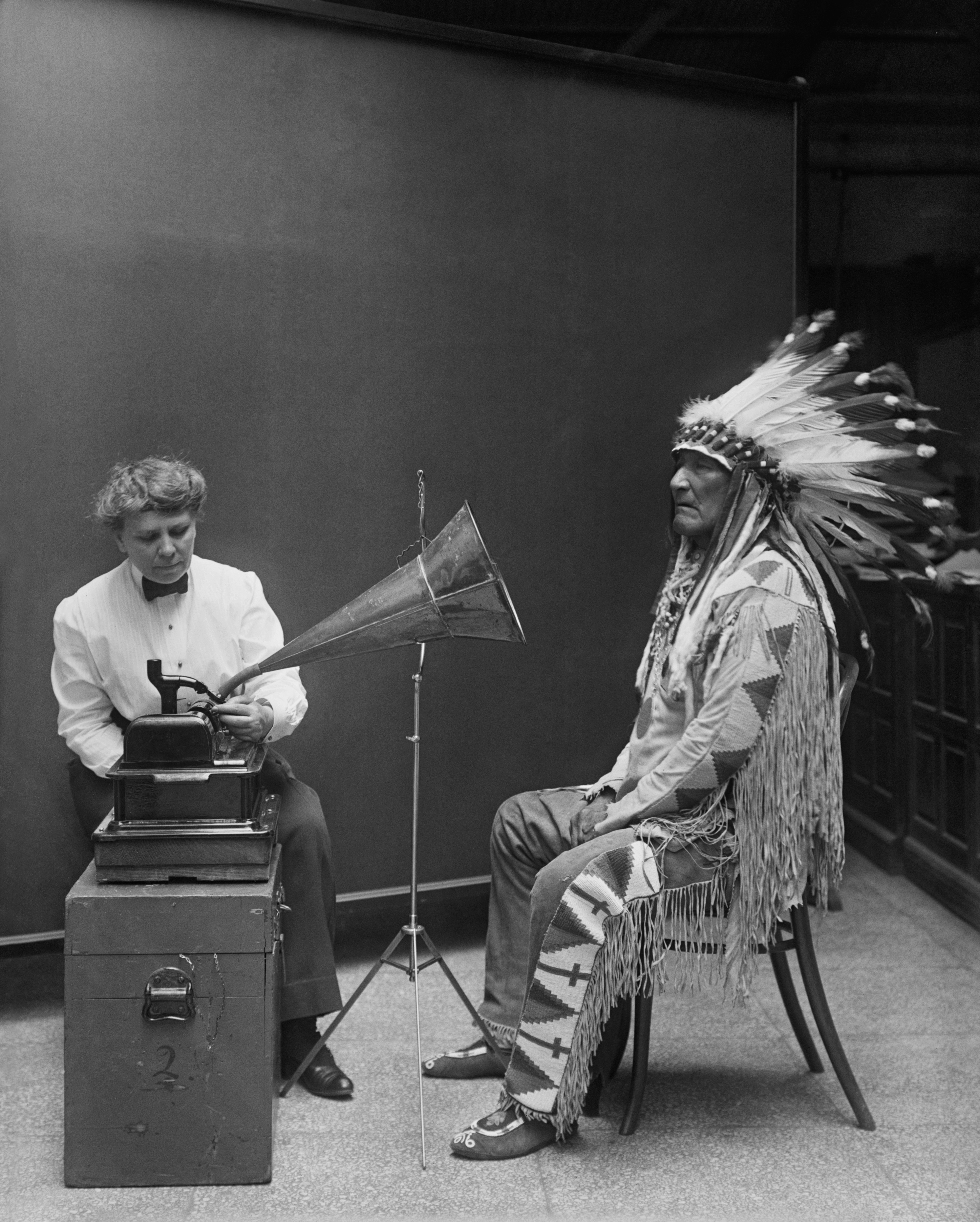
L'etnomusicologa Frances Densmore mentre registra il capo Piedi Neri Mountain Chief per il Bureau of American Ethnology nel 1916

L'etnomusicologia  è una parte della musicologia, e in un certo senso anche dell'etnologia, che studia le tradizioni musicali orali di tutti i popoli del mondo. Fino a pochi decenni fa veniva detta, sia pure in maniera piuttosto generalizzante, musicologia comparata, in quanto uno dei suoi fini è il confronto delle musiche dei popoli extraeuropei tra loro e con quelle dei popoli occidentali, anche se tra le due esiste una sottile e determinante differenza. Oggi, in virtù delle più recenti acquisizioni e dei mezzi di riproduzione sonora, l'etnomusicologia è una scienza musicologica autonoma: costituisce forse l'ambito più autentico e ricco di spunti per la ricerca multidisciplinare dello studio delle tradizioni musicali ai fini di valorizzare l'approccio non volutamente colto: i suoi contributi anzi, hanno aiutato in particolare gli studi musicologici novecenteschi ad uscire da quegli steccati di conoscenze basati su presupposti colti. L'etnomusicologia, praticata con chiari intenti scientifici, chiarisce anzi tutta l'insufficienza e la parzialità delle teorie musicologiche fondate sull'assunzione di determinati elementi teorici come gli unici in grado di costituire il cosiddetto paradigma "vero" della musica, in quanto considerato l'unico riconosciuto come naturalmente possibile.

## Storia
Nacque verso la fine dell'800, in Germania, col nome di musicologia comparata (vergleichende Musikwissenschaft) ed i primi cultori di etnomusicologia furono Béla Bartók, Constantin Brăiloiu, Diego Carpitella e Alberto Favara, anche se molti storici attribuiscono un ruolo fondamentale sulla paternità della etnomusicologia come scienza al fonetista inglese Alexander John Ellis, grazie alla sua ricerca sulle musiche orientali intitolata On the Musical Scales of Various Nations. In Italia, le ricerche sulla musica e sul canto popolare iniziarono nel 1888 con l'uscita del lavoro di Costantino Nigra intitolato I canti popolari del Piemonte in cui riportava le varie lezioni dei canti classificate e comparate con altre italiane ed europee. Nel '900 vi furono altri studi, tra i quali quelli di Michele Barbi, e di Vittorio Santoli, fino al 1948, con la fondazione del centro nazionale di studi di musica popolare.
L'etnomusicologia vera e propria nacque negli Stati Uniti, in quanto diverse personalità di rilievo per gli studi di musicologia comparata dovettero esiliare a causa dell'avvento del nazismo. Questi studiosi, quindi, crearono uno iato rispetto alle scuole precedenti, che fu sfruttato da un gruppo di studiosi statunitensi per rifondare gli studi sulle musiche del mondo. Per segnalare questa novità nell'approccio scientifico decisero di adottare il termine proposto da Jaap Kunst. L'etnomusicologia si occupa non soltanto della musica in quanto suono, ma anche dei comportamenti necessari a produrla. Quella che fino ad allora era chiamata musicologia comparata venne detta “etnomusicologia”, ridenominazione che corrispose all'avvento di nuovi metodi di indagine e ad un ripensamento del ruolo assunto dal ricercatore. Fino agli anni '40, infatti, si dava per scontato che la raccolta di documentazione fosse effettuata sul campo da persona diversa da quella che, in un secondo tempo, l'avrebbe catalogata e analizzata. La progressiva comprensione di quanto siano significativi gli eventi concomitanti a quello musicale portò alla fusione dei due ruoli. L'etnomusicologo, oggi, in molti casi, sente quasi la necessità di diventare un frequentatore abituale della cultura musicale che studia, così da interiorizzare i comportamenti e i valori, da acquisire tutto ciò che è necessario alla sua comprensione.
Uno strumento di supporto per l'etnomusicologia fu il fonografo meccanico (ora sostituito dal registratore magnetico), inventato da Edison nel 1877, per mezzo del quale fu possibile documentare più facilmente, fedelmente e sistematicamente la musica. Prima della sua invenzione era stato possibile raccogliere e studiare soprattutto folklore poetico-narrativo.
Azione di uno studioso di etnometodologia davanti ad un prodotto etnico:
1. Registrazione;
2. Trascrizione, con criteri fedeli;
3. Analisi del contesto: è indispensabile perché la musica è funzionale alle situazioni collettive. È un approccio antropologico, nel senso che si studia la cultura dall'interno;
4. Analisi del testo: consiste nell'individuare le “logiche di variazione” nel testo di un canto. A questo proposito ricordiamo l'attività di Brăiloiu, etnomusicologo e compositore romeno, che dotò l'etnomusicologia di una solida base metodologica, in cui i punti salienti sono il costante riferimento alle rivelazioni fonografiche dirette e l'impiego di strumenti d'indagine musicali, linguistici e sociologici. Il suo metodo consisteva nel prendere la prima versione ascoltata di un canto e nello scriverla su un rigo, mettendo, poi, sotto solo le varianti delle nuove versioni. A trascrizione ultimata notò che esistono “logiche di variazione”. Concluse affermando che se ci sono variazioni negli stessi punti, c'è una libertà esecutiva regolamentata;
5. Analisi melodica di un brano: consiste nello studio della melodia, delle scale e del ritmo del canto, nonché nello studio del rapporto tra musica e testo.

## Contributi alla storia musicale
L'etnomusicologia ha contribuito a chiarire alcuni problemi posti, ma non risolti, precedentemente dalla musicologia storica quali:
1. Il problema delle origini della musica, col quale quasi ogni storico del ‘700 e ‘800 si era cimentato. Qui l'etnomusicologia, in primo luogo ha mostrato come sia ardito presumere che un fenomeno complesso quale la musica (portatrice di significati e valori che variano da cultura a cultura) abbia potuto avere una sola, unica radice; in secondo luogo, ha messo in dubbio alcune ipotesi che avevano avuto credito fino ad allora, per esempio che il ritmo abbia preceduto storicamente la melodia;
2. Altro problema è quello della questione delle origini della polifonia: l'etnomusicologia ha appurato che essa non è creazione esclusiva del medioevo europeo, ma si è sviluppata anche altrove, indipendentemente da ogni processo di occidentalizzazione. La concezione del fatto musicale inteso come fenomeno prevalentemente estetico è prerogativa solo europea; altrove esso costituisce una pratica funzionale a varie occasioni di socialità.

Ormai quasi tutte le teorie sulle origini della musica concordano nel sostenere che gli inizi della musica furono costituiti dal canto, che potrebbe consistere in cantillazione della parola, oppure in intense manifestazioni emozionali vocali oppure in una situazione di equilibrio tra suono e parola. Per quanto riguarda gli strumenti, sembrano sorgere dal prolungamento dell'azione ritmica del corpo umano, ma anche come produzione del suono/linguaggio oppure come riproduzione dei suoni della natura.

## La musica presso le civiltà antiche del Mediterraneo e dell'Asia
Lo sviluppo dell'etnomusicologia ha favorito uno studio approfondito relativo alla musica presso le antiche civiltà asiatiche e mediterranee. L'orientamento generale è stato quello di ritenere che, in origine, le scale impiegate fossero scale pentatoniche e che, solo in un secondo momento, si sarebbe giunti a scale eptatoniche (cioè con 7 suoni).

### Egiziani
Gli egiziani costituirono una delle civiltà più antiche. La pratica musicale nell'antico Egitto e nell'Egitto alla fine del XVIII secolo fu esaminata da Guillaume André Villoteau, uno studioso che accompagnò Napoleone nella campagna d'Egitto e pubblicò i suoi resoconti nella Description de l'Égypte. La musica fu inizialmente praticata in rituali di magia e dai sacerdoti; in seguito assunse funzioni propiziatorie in diversi riti e divenne ben presto parte di tutte le attività di vita a ogni livello; oltre ai riti religiosi e funebri si utilizzava nelle feste e nei banchetti e come incitamento nelle guerre.
Gli strumenti più importanti furono:
1. Strumenti a fiato: flauto semplice e ad ancia doppia, tromba
2. Strumenti a corde: lira, arpa, liuto
3. Strumenti a percussione: batacchi, castagnette, sistri, crotali, cimbali.

Strumento importante fu l'hydraulos, organo idraulico, ad aria, nelle cui canne l'aria era immessa attraverso l'acqua, secondo il principio dei vasi comunicanti. Quest'organo venne concepito da Ctesibio di Alessandria.

### Popoli mesopotamici
I popoli mesopotamici collegarono la musica alle scienze nelle quali erano più avanzati: astronomia, astrologia, matematica. Anche nel loro caso, gli strumenti più diffusi erano simili a quelli egizi: arpe, il liuto cetra, flauti in legno e in metallo, castagnette, sistri e piatti. E anche nel loro caso, Curt Sachs ha individuato l'impiego di scale pentafoniche e, successivamente, di scale eptafoniche.

### Ebrei
Per quanto riguarda gli ebrei, la fonte principale di informazione ci venne dalla Bibbia e da essa sappiamo che, sotto re Salomone, sarebbe stato organizzato il servizio dei cantori al tempo di Gerusalemme. Gli strumenti più importanti degli ebrei furono: il kinnor (strumento a 10 corde pizzicate), l'ugab (zampogna o flauto dritto), lo shofar (corno di ariete, antenato dello strumento tuttora impiegato nelle sinagoghe). Per quanto riguarda il mondo ebraico, va, inoltre, ricordata l'importanza di Abramo Idelsohn. Infatti solo alcuni lo utilizzavano.

### Cinesi
I cinesi attribuivano grande importanza alla musica, tanto che uno dei principali detti di Confucio era “volete sapere se un popolo è ben governato e ha buoni costumi? Ascoltate la sua musica”. I Cinesi, inoltre, collegarono la musica all'intero ordine cosmico: alle stagioni, ai punti cardinali, alle piante, ai colori. Inizialmente impiegarono una scala pentafonica, successivamente una di 12 note formata dall'unione di 6 Lü femminili e 6 Lü maschili che, in realtà, doveva essere di natura cromatica, anche se non costituiva una scala cromatica, ma la “disposizione ordinata di tutte le note del firmamento musicale". Gli strumenti più importanti dei cinesi furono: il qing (lastra di pietra percossa con un mazzuolo), il qin (una cetra a corde pizzicate), lo sheng (organo a bocca con le canne posta su una zucca che fa da cassa di risonanza).

### Indiani
Gli indiani hanno un sistema musicale estremamente sviluppato e complesso. Le scale indiane hanno da cinque a sette suoni, ed ogni nota prevede delle sfumature di intonazione che ne modificano sensibilmente il carattere. Il numero complessivo di suoni effettivamente usati nella pratica musicale è così di 22 note diverse, chiamate shruti. Il risultato è la possibilità di disporre di una grande quantità di scale su cui viene basata l'esecuzione dei raga (cioè colori, perché in alcuni casi tra una scala e l'altra vi sono differenze minime, come le sfumature di colori). Lo strumento principale e più antico degli indiani è la vina, che si suona tenendola appoggiata al corpo o sul pavimento. È costituita da un corpo allungato su cui vengono tese 4 corde per la melodia e un numero variabile di corde di bordone e di risonanza. Alle estremità sono poste delle zucche che fungono da casse di risonanza. Le tabla sono una coppia di percussioni, una dal suono grave e l'altra acuto, che permettono l'articolazione di un gran numero di suoni diversi e intrecci ritmici di grande complessità. Il sarangi è uno strumento ad arco ricavato da un unico blocco di legno e che ha una pelle come piano armonico. Ha tre corde per la melodia, suonate con l'arco, ed un gran numero di corde di risonanza. È usato per l'accompagnamento della musica vocale e come strumento solista.

### Isole giavanesi
Nelle isole giavanesi si impiegavano orchestre di idiofoni dette Gamelan.

### Etnomusicologia
- Agamennone M., Facci S., Giannattasio F., Giuriati G., Grammatica della musica etnica, Bulzoni, Roma, 1991
- Béla Bartók, Scritti sulla musica popolare, Bollati Boringhieri, Torino, 1977
- John Blacking, Come è Musicale l'Uomo?, Ricordi LIM, Roma, 1986
- Philip Bohlman, World music. Una breve introduzione, EDT, Torino, 2008
- Paolo Bon La teoria evolutiva del Diatonismo e le sue applicazioni, Giardini, Pisa, 1995
- Francesco Giannattasio, Il concetto di musica. Contributi e prospettive della ricerca etnomusicologica, Bulzoni, Roma, 1998
- Victor Grauer, Musica dal profondo. Viaggio all'origine della storia e della cultura, Codice edizioni, Torino, 2015
- Jaap Kunst, Ethnomusicologyː A study of its nature, its problems, methods and representative personalities to which is added a bibliography, The Hague, Martinus Nijhoff, 1974
- Roberto Leydi La musica dei primitivi, Il Saggiatore, Milano, 1961
- Roberto Leydi - Sandra Mantovani, Dizionario della Musica Popolare Europea, Bompiani, Milano, 1970
- Roberto Leydi, Il Folk music revival, Flaccovio, Palermo 1972
- Roberto Leydi, L'altra musica. Etnomusicologia, LIM, Lucca, 2008
- Tullia Magrini  (a cura), Uomini e Suoni, ed. CLUEB, Bologna, 1995
- Tullia Magrini (a cura), Universi Sonori, Einaudi, Torino, 2002
- Alan P. Merriam, Antropologia della musica, Sellerio Editore, Palermo, 2000̟
- Svanibor Pettan, Jeff Todd Titon ( a cura di), The Oxford Handbook of Applied Ethnomusiclogy, New York, Oxford University Press, 2015
- Laura Ruzza, Il suono dei popoli. Musica ed Antropologia, Arduino Sacco Editore, Roma, 2009
- Curt Sachs, Le sorgenti della musica, Bollati Boringhieri, Torino, 2000
- André Schaeffner, Origine degli strumenti musicali, Sellerio Editore, Palermo, 1996
- Jeff Todd Titon (a cura), I Mondi della Musica - Le Musiche del Mondo (con CD), Zanichelli, Bologna, 2002

### Folklore italiano
- Maurizio Agamennone, Vincenzo Lombardi (a cura di), Musiche tradizionali del Molise. Le registrazioni di Diego Carpitella e Alberto Maria Cirese (1954), Accademia Nazionale di Santa Cecilia - Squilibri, Roma 2005
- Maurizio Agamennone (a cura di), Musiche tradizionali del Salento. Le registrazioni di Diego Carpitella ed Ernesto De Martino (1959, 1960), Accademia Nazionale di Santa Cecilia - Squilibri, Roma, 2005
- Leonardo R. Alario, Per voce sola. Le forme del canto in Calabria, Squilibri, Roma, 2008
- Mauro Balma, Giuliano D'Angiolini (a cura di), Musiche tradizionali del Ponente ligure. Le registrazioni di Giorgio Nateletti e Paul Collaer 1962, 1965, 1966, Accademia Nazionale di Santa Cecilia - Squilibri, Roma, 2007
- Antonio Bevacqua, I tamburi della Sila. Costruttori e suonatori dei Casali cosentini, Squilibri, Roma, 2006
- Fabio Bonvicini (a cura di), Con la guazza sul violino. Tradizioni musicali in provincia di Modena, Squilibri, Roma, 2009
- Ettore Castagna, U sonu. La danza nella Calabria Greca, Squilibri, Roma, 2007
- Chiara Cravero, Zampogne in Aspromonte. Parentele di suoni in una comunità di musicisti, Squilibri, Roma, 2006
- Ettore De Carolis, Le voci dell'Anio. Musiche tradizionali della valle dell'Aniene, Squilibri, Roma, 2008
- D. Ferraro (a cura di), Il poeta e il cantastorie. Profazio canta Butitta (Introduzione di M. Freni), Squilibri, Roma, 2006
- Valter Giuliano, Canti, poeti, pupi e tarante. Incontri con i Testimoni della Cultura Popolare, Squilibri, Roma, 2007
- Febo Guizzi, 2002, Gli strumenti della musica popolare in Italia. Lucca : Alia Musica, 8. - 502 p. ISBN 88-7096-325-X
- Enrico Lantelme, I canti delle valli valdesi - Identità e memoria di un popolo alpino, Claudiana, Torino, 1989.
- Fabio Lombardi, 2000, Canti e strumenti popolari della Romagna Bidentina (introduzione di Roberto Leydi e Febo Guizzi), Società Editrice "Il Ponte Vecchio", Cesena. ISBN 8883120876.
- Gianfranco Preiti, Antonello Ricci, Peppino Lipari. Un'esperienza discografia a Palmi, Squilibri, 2006
- Antonello Ricci, I cugini Nigro. La musica della Sila Greca, Squilibri, Roma, 2006
- Antonello Ricci, Roberta Tucci (a cura di), Musica arbereshe in Calabria. Le registrazioni di Diego Carpitella ed Ernesto de Martino (1954), Accademia Nazionale di Santa Cecilia - Squilibri, Roma, 2006
- Antonello Ricci, Turuzzu Cariati. Ritratto di un uomo-museo, Squilibri, Roma, 2006
- Manolo Da Rold, Un canto antico come l'Uomo, indipendent  published (TO) 2023 Amazon ISDN 9798861980234

### Musica indiana
- Joep Bor (a cura), The Raga Guide - A Survey of 74 Hindustani Ragas (libro + 4CD), NI 5536/9, Nimbus Records
- David Courtney, Chandrakantha Courtney, Elementary North Indian Vocal, Sur Sangett Services, Houston, USA, 1995
- Alain Daniélou, Music and the Power of Sound, Inner Traditions International, Rochester, USA, 1995
- Ali Akbar Khan, George Ruckert, The Classical Music of North India, Munshiram Manoharlal Press, Mumbai, India, 1998
- Roberto Perinu, La Musica Indiana, Zanibon, Padova, 1981

### Musica dell'Asia orientale
- Provine Robert C., Tokumaru Yosihiko, and J. Lawrence Witzleben (eds.), The Garland Encyclopedia of World Music. Vol. 7, East Asia: China, Japan, and Korea, New York, Routledge, 2002 (con CD)
- Sestili Daniele, Musica e tradizione in Asia orientale. Gli scenari contemporanei di Cina, Corea e Giappone, Roma, Squilibri, 2010 (con CD)

### Musica dell'Africa subsahariana
- Arom, Simha, Polyphonies et polyrithmies instrumentales d'Afrique Centrale, Selaf, Paris, 1985 (trad. ingl. African Polyphony and Polyrhythm. Musical Structure and Methodology, Cambridge University Press, Cambridge, New York, Melbourne, Sydney, 1991).
- Berliner, Paul F. The Soul of Mbira, University of Chicago Press, London, 1978 (rist.1993).
- Blacking, John. How Musical is Man?, University of Washington Press, Seattle, London, 1973 (trad. it.  Come è musicale l’uomo, Ricordi/LIM, Lucca, 1986).
- Charry, Eric. Mande Music. Traditional and Modern Music of the Maninka and Mandinka of Western Africa, The University of Chicago Press, Chicago and London, 2000.
- Chernoff, John Miller. African Rhythm and African Sensibility, University of Chicago Press, Chicago, 1979.
- Jones, Arthur Morris.Studies in African Music, Oxford University Press, London, 1959.
- Kubik, Gerhard. Theory of African Music, Intercultural Music Studies n.7, (ed. by International Institute for Traditional Music, Berlin), Wilhelmshaven, Florian Noetzel Verlag, 1994.
- Kubik, Gerhard. Africa and the Blues, University Press of Mississippi, Jackson, 1999.
- Nketia, J.H. Kwabena. The Music of Africa, W.W. Norton & Company, New York, 1974 (trad. La musica dell'Africa, SEI, Torino, 1986).
- Zemp, Hugo. Musique Dan: La musique dans la pensée et la vie sociale d'un société africaine, Mouton, Paris, 1971.